# Croix de chemin de Mailly-le-Camp
La croix de chemin de Mailly-le-Camp est une croix située à Mailly-le-Camp, en France.

## Localisation
La croix est située sur la commune de Mailly-le-Camp, dans le département français de l'Aube.

## Historique
L'édifice est inscrit au titre des monuments historiques en 1926.